# Sulejów
Sulejów je město v Polsku v Lodžském vojvodství v okrese Piotrków. Je sídlem městsko-vesnické gminy Sulejów. V roce 2024 zde žilo 5 896 obyvatel.